# Meindert Hobbema
Meindert Hobbema, né le 31 octobre 1638 à Amsterdam et mort dans la même ville le 7 décembre 1709, est l'un des plus grands peintres paysagistes néerlandais, et l'élève et ami de Jacob van Ruisdael.

## Biographie
Meindert Hobbema vit à Amsterdam pendant la seconde moitié du XVIIe siècle. Sa mère meurt alors qu'il est encore enfant et il est placé dans un orphelinat. Il se forme de 1655 à 1657 à l'enseignement de Jacob van Ruisdael. Devenus amis, les deux hommes voyagent à de nombreuses reprises ensemble dans les régions de l'est des Provinces-Unies pour y observer les paysages.
Il séjourne également seul dans diverses localités de Hollande, en particulier dans l'est du pays : les sujets qu'il traite (des sites pittoresques, des moulins et des bois) sont tirés des provinces de Drenthe et de Gueldre. D'après le dictionnaire Bouillet « Il connaissait l'art difficile d'employer des nuances claires, tout en donnant beaucoup de vigueur à son coloris. Ses toiles, éclatantes de lumière dans les endroits où tombe le soleil, conservent une douce pénombre dans le reste du paysage ; nul n'a su mieux faire usage des teintes fuyantes. »
Les personnages de ses tableaux étaient souvent l'œuvre d'autres peintres comme  Adriaen Van de Velde, Nicolaes Berchem ou Johannes Lingelbach.
En 1668, il se marie avec Eeltje Vinck, et Jacob van Ruisdael lui sert de témoin. Nommé inspecteur pour l'importation des vins à Amsterdam (jaugeur juré de vins et d'huiles) en 1669, il produit très peu de tableaux après cette date, mais a néanmoins peint l'Allée de Middelharnis (1689) et le Moulin à eau du musée du Louvre (1692), considérés comme ses chefs-d'œuvre.
Il vit ses dernières années dans une grande pauvreté et meurt en 1709, cinq ans après son épouse. Il est enterré dans l'église de Westerkerk, à Amsterdam.

## Œuvre
Il s'est fait une spécialité des paysages boisés, composés autour d'une pièce d'eau ou d'un chemin sinueux, où de petites échappées débouchent généralement sur un site baigné de soleil. Ces paysages campagnards équilibrés ont fortement séduit les romantiques anglais et français du XIXe siècle. Aucun autre paysagiste hollandais n'a autant utilisé le motif du moulin à eau (plus de trente tableaux reprenant ce sujet ont été répertoriés). Ce thème apparait comme un signe distinctif  de son art, mais il a été inventé par son maître Jacob van Ruisdael.
- Maisons au bord d'un canal (1653 - 1709), huile sur toile, 70 × 89 cm, Collection privée[8]
- Le chemin dans la forêt ou Paysage à étang (1657-1658), huile sur bois, 52 x 69 cm, M.N.R., œuvre récupérée à la fin de la seconde guerre mondiale, dépôt du musée du Louvre, en attente de sa restitution à ses légitimes propriétaires, Gray (Haute-Saône), musée Baron-Martin
- Paysage (1659), huile sur toile, 53 × 69 cm, musée de Grenoble[9]
- Moulin sur le bord de la rivière (1659-1660), huile sur toile, 28 × 37 cm, Musée Bredius, La Haye
- Village avec Moulin à eau près d'arbres (1660-1670), huile sur toile, 94 × 130 cm, Frick Collection, New York[10]
- La Ferme dans les bois (1662), huile sur toile, 82 × 103 cm, Musée du Louvre, Paris[11]
- Paysage boisé (v.1663), huile sur toile, 76 × 109 cm, The Wallace Collection, Londres
- Le Moulin à eau (1663-1665), huile sur toile, 77.5 × 111 cm, Musées royaux des beaux-arts de Belgique, Bruxelles[12]
- Le Moulin à eau (v. 1664), huile sur toile, 62 × 85,2 cm, Rijksmuseum, Amsterdam[13]
- Les Moulins (1664-1668), huile sur toile, 77 × 111 cm, Musée du Petit Palais, Paris[14]
- Village près d'arbres (1665), huile sur toile, 76 × 110 cm, Frick Collection, New York[10]
- Paysage boisé avec fermes, (v.1665), huile sur toile, 88 × 120,7 cm, Mauritshuis, La Haye
- Paysage avec moulin à eau (1666), huile sur toile, 60.5 × 85 cm, Mauritshuis, La Haye
- Moulin à eau (fin des années 1660), huile sur toile, 80 × 66 cm, Musée du Louvre, Paris
- Chemin dans un paysage boisé (vers 1670), huile sur toile, 95 × 129 cm, Metropolitan Museum, New York[15]
- L'Allée de Middelharnis (1689), huile sur toile, 104 × 141 cm, National Gallery, Londres[16]

## Galerie

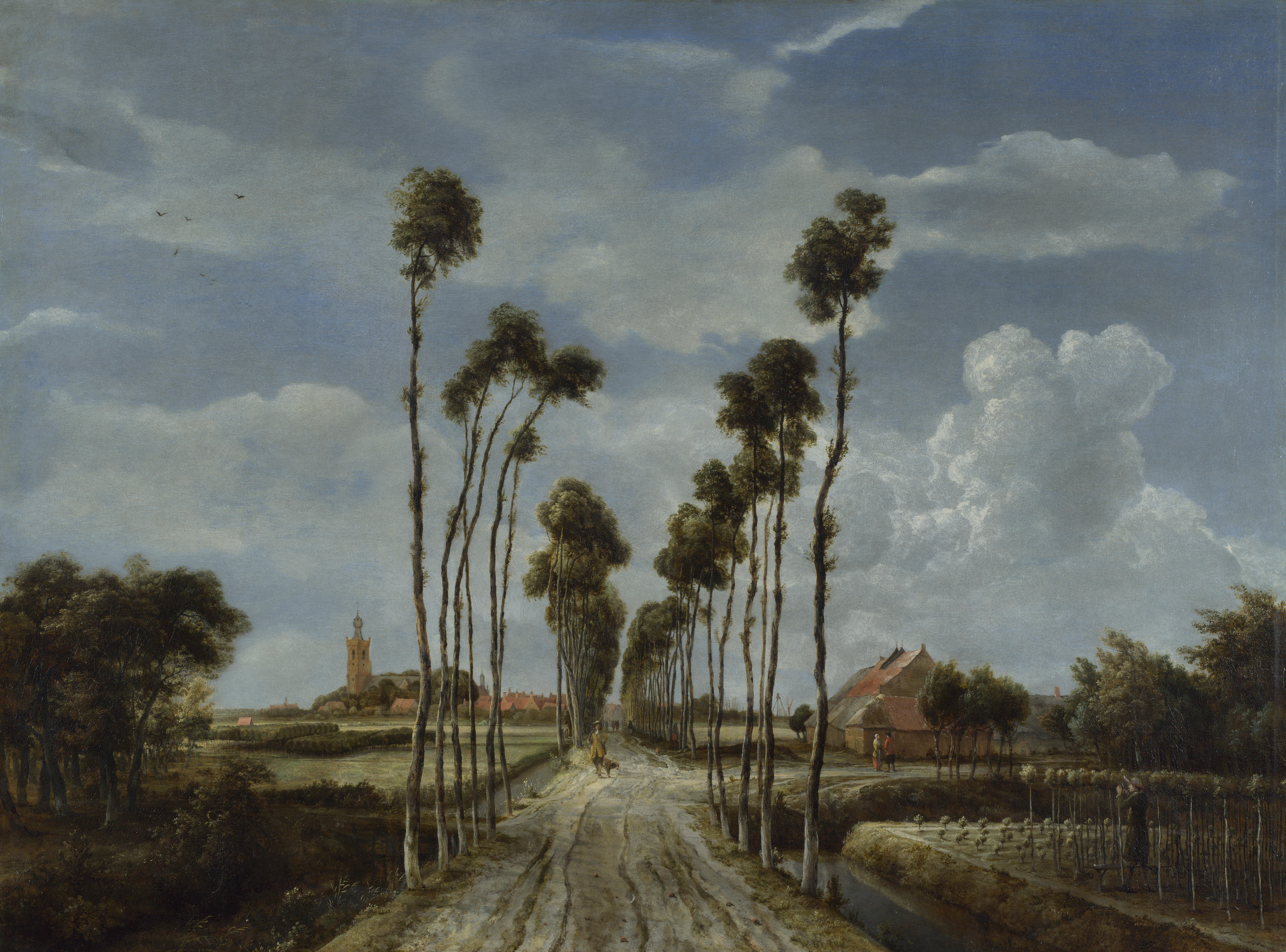
L'Allée de Middelharnis (1689), National Gallery, Londres
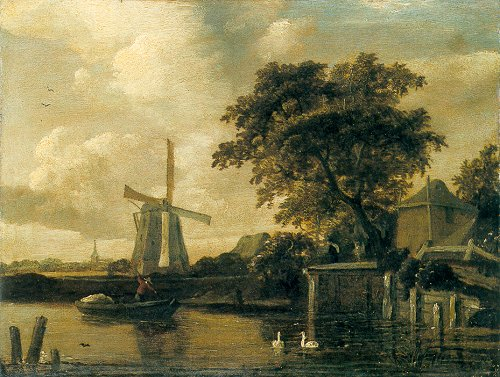
Moulin sur le bord de la rivière (1659-1660), Musée Bredius, La Haye
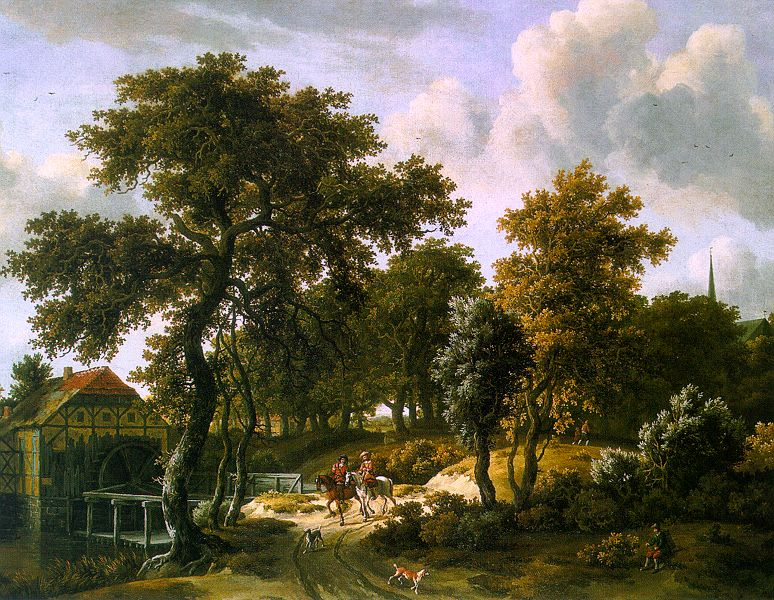
Les Voyageurs (1662), National Gallery of Art, Washington
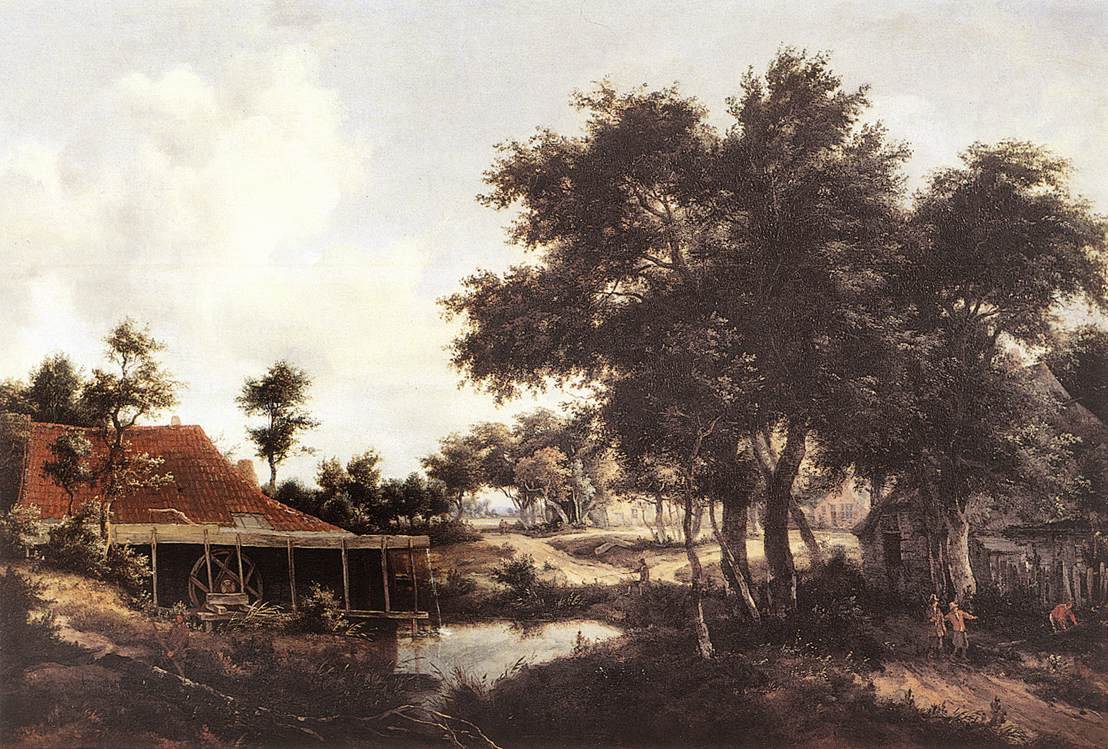
Le Moulin à eau (1663-1665), Musées royaux des beaux-arts de Belgique, Bruxelles
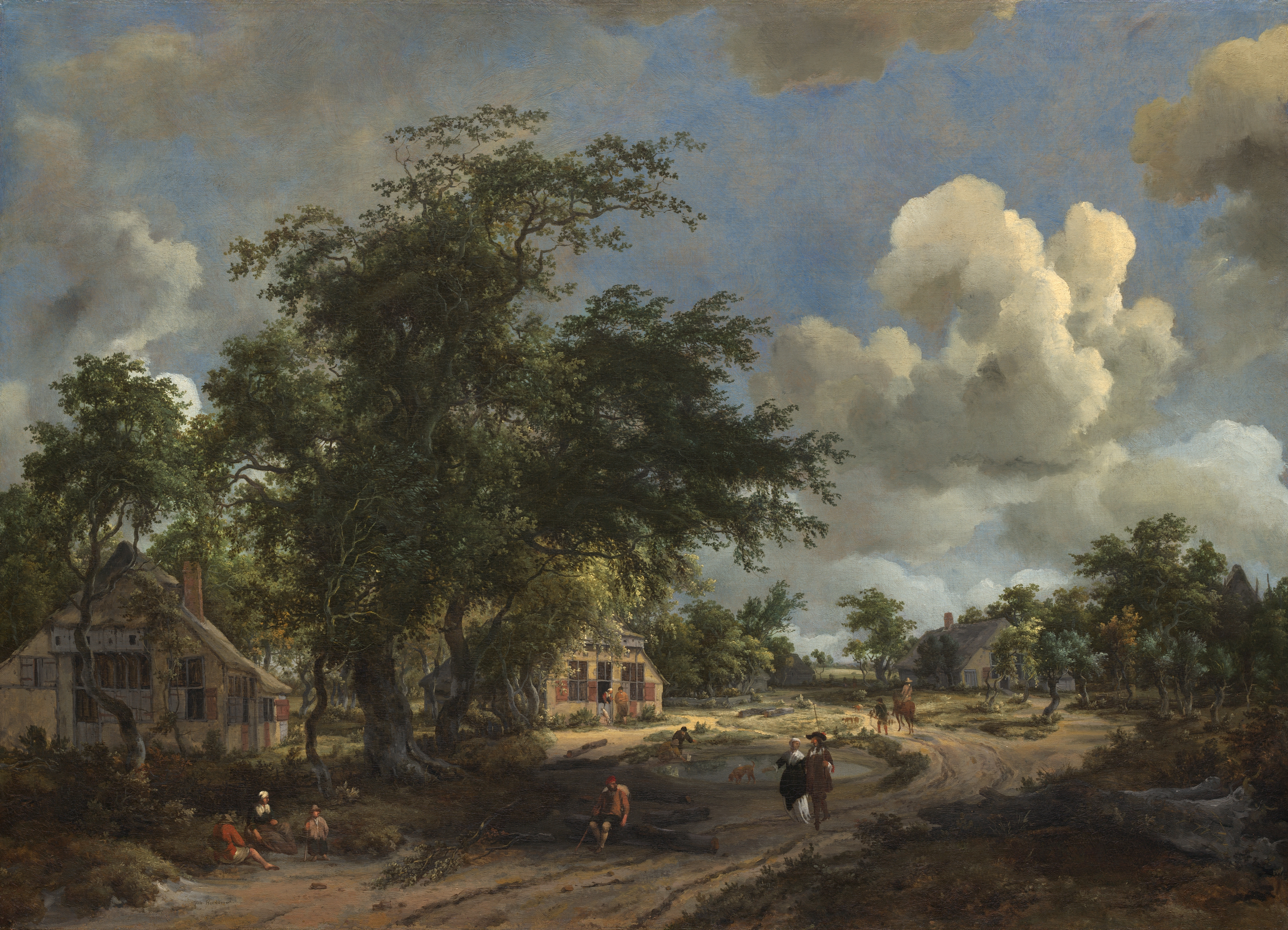
Une vue de la grand'route (1665), National Gallery of Art, Washington
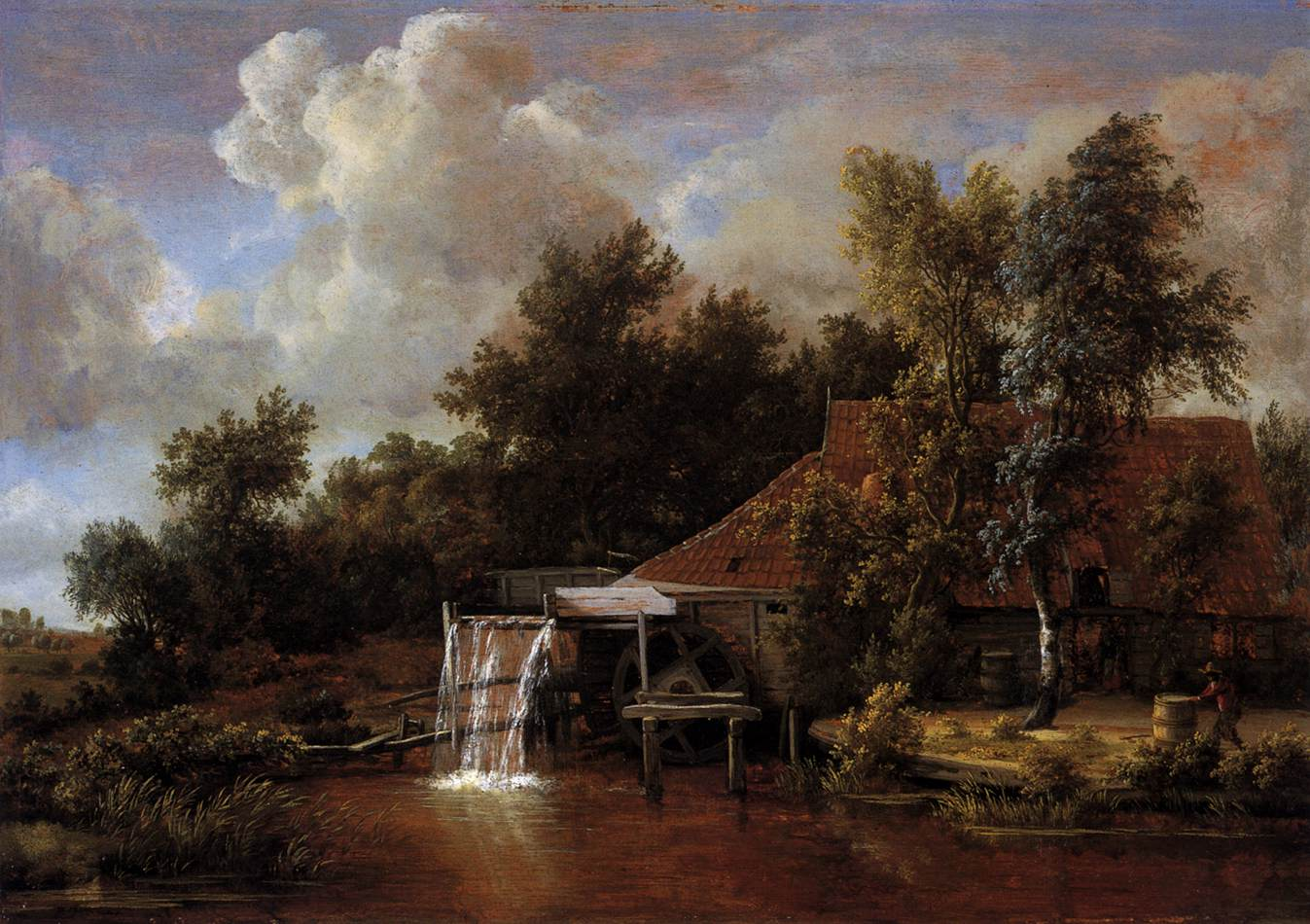
Paysage avec moulin à eau (1666), Mauritshuis, La Haye
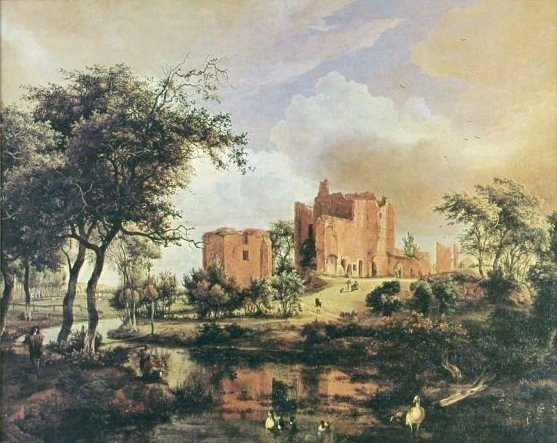
Ruines du château de Brederode (1667), National Gallery, Londres
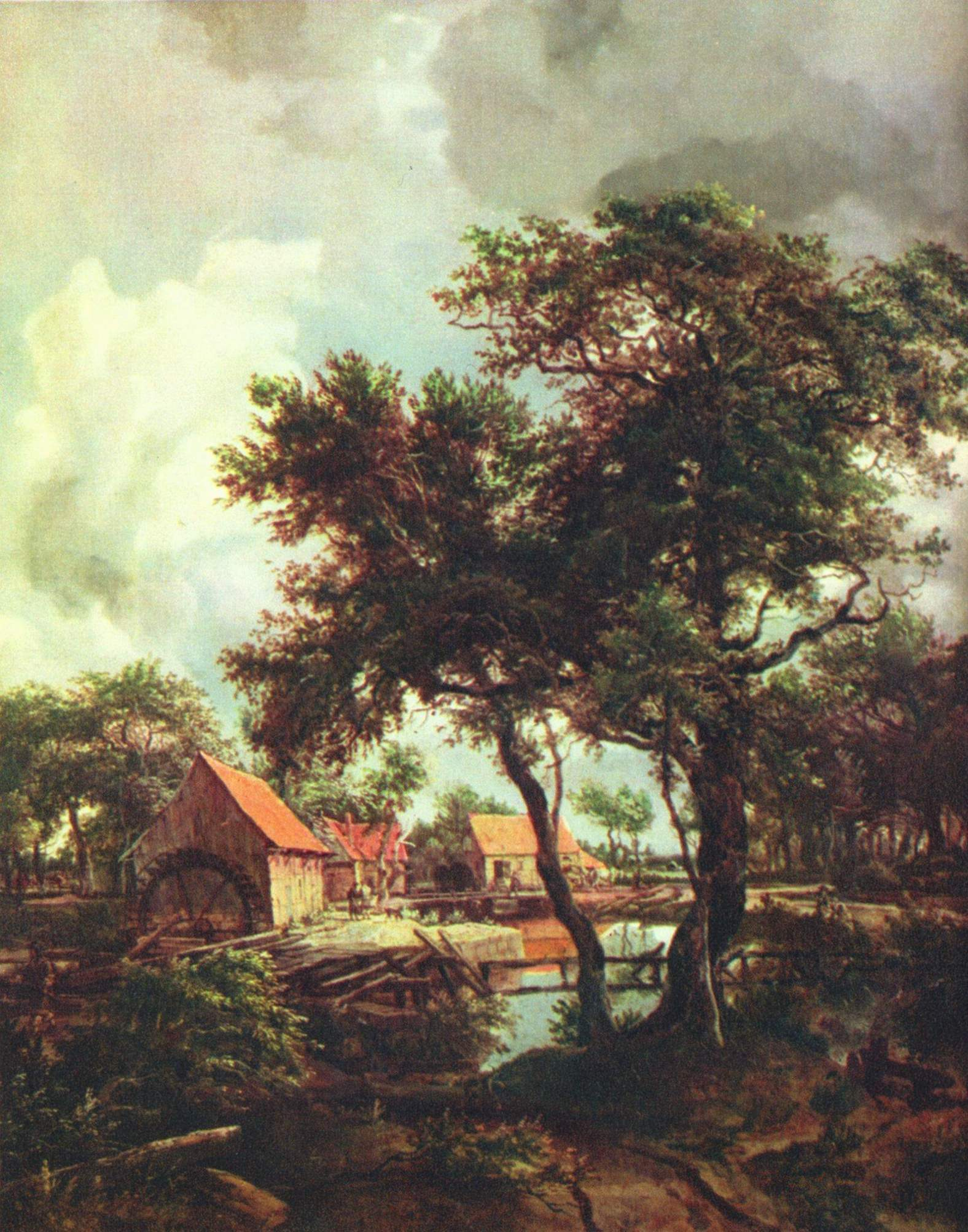
Moulin à eau (fin années 1660) Musée du Louvre
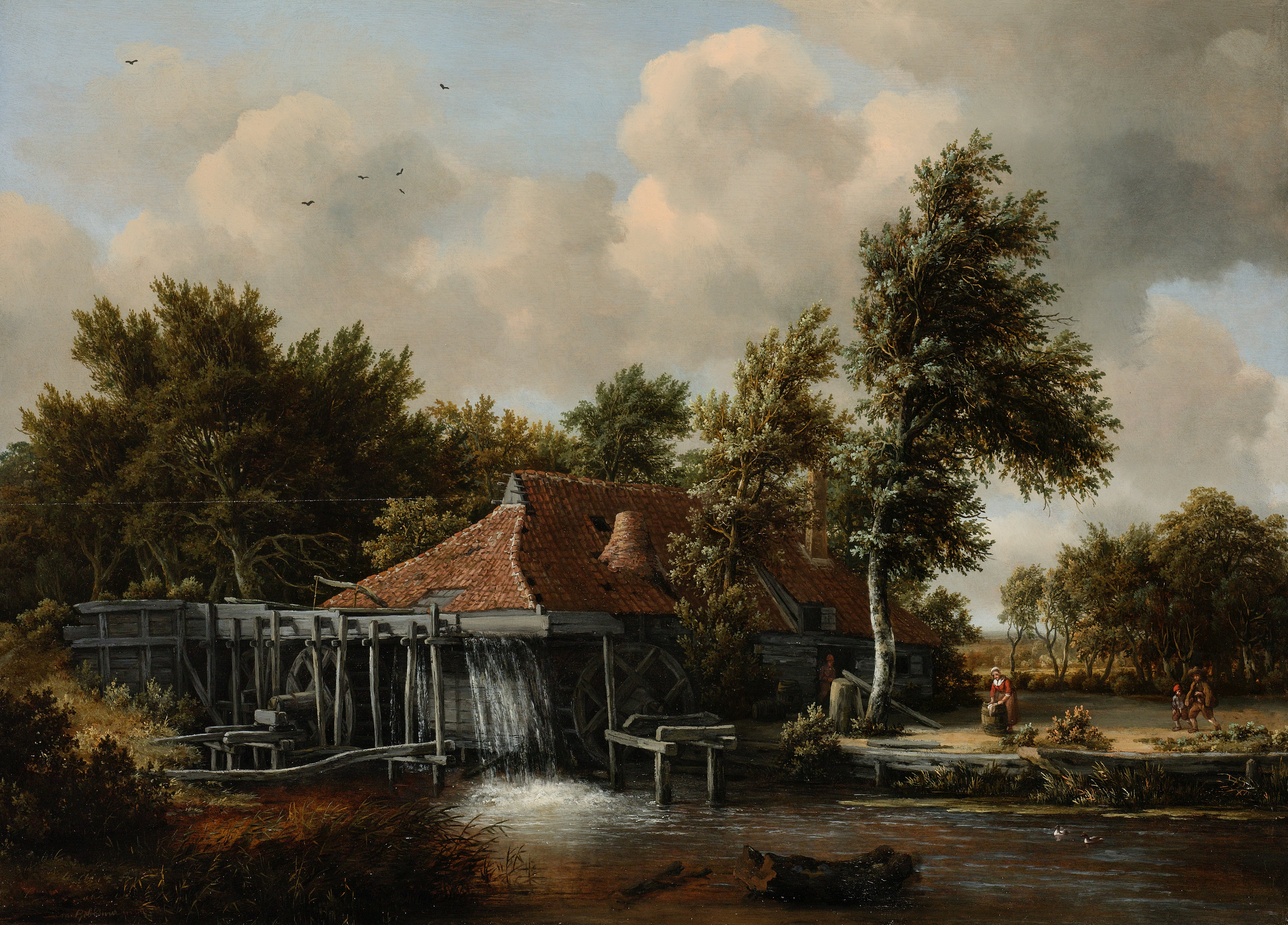
Le Moulin à eau (v. 1664), Rijksmuseum, Amsterdam